# Telenomus dolichocerus
Telenomus dolichocerus är en stekelart som först beskrevs av William Harris Ashmead 1887.  Telenomus dolichocerus ingår i släktet Telenomus och familjen Scelionidae. Inga underarter finns listade i Catalogue of Life.